# Metralhadora
Metralhadora FN MAG com tripé
Metralhadora é uma arma de fogo automática projetada para disparar tiros sucessivos rapidamente a partir de um cinto de munição, que são vários cartuchos presos entre si, ou de um carregador. Geralmente, a taxa de tiros por minuto de uma metralhadora comum é de várias centenas. Seu funcionamento é, em alguns pontos, similar ao de um revólver. É considerada uma das mais importantes tecnologias do século XX, tendo sido fundamental durante a primeira e segunda Guerra Mundial.
As metralhadoras geralmente são classificadas em três categorias: metralhadoras propriamente ditas, submetralhadoras e canhões automáticos. Uma metralhadora tem a característica de ser até certo ponto portátil, usada preferencialmente com o auxílio de um bipé ou outro suporte aplicável e ser leve e pequena, podendo ser usada sem apoios, tal como um rifle. Geralmente, metralhadoras são usadas em guerras ou ações policiais de grande porte. Submetralhadoras são projetadas para serem mais leves e portáteis que as metralhadoras. Elas são armas de mão e têm curto alcance, geralmente usadas para defesa pessoal. A diferença entre metralhadoras e canhões automáticos baseia-se no seu calibre: metralhadoras com calibre superior a 16 mm são consideradas canhões automáticos.
Pela lei que regula a produção e porte de armas nos Estados Unidos, uma metralhadora é um termo técnico usado para armas de fogo totalmente automáticas e também para componentes que modifiquem uma arma de fogo existente ao tornarem o seu funcionamento similar ao de uma arma automática.